# Précepte des marchands de 828
 (mars 2017).

romano-germain
Droit du haut Moyen Âge
Capitulaire de Villis Traité de Verdun
Le précepte des marchands (latin Praeceptum negotiatorum) est un texte législatif de l'empereur Louis le Pieux, daté de 828. Il est intéressant pour l'étude des rapports entre le pouvoir carolingien et les marchands, leur intérêt pour les échanges commerciaux, ainsi que plus globalement pour celle du fonctionnement des échanges sous l'empire carolingien.

## Contexte
Le précepte est rédigé en 828, à un moment où l'empire de Louis le Pieux est encore stable, avant la révolte de 830.

## Contenu du texte
Le Précepte des marchands établit des mesures pour protéger les marchands ayant juré fidélité à l'empereur (fideles) et organise le commerce dans l’Empire. Il interdit aux autorités locales toute saisie arbitraire, pression ou taxation illégitime, garantissant la libre circulation des marchands, y compris des marchands juifs. Ces derniers sont autorisés à développer leurs activités commerciales et doivent se rendre régulièrement à la cour impériale pour assurer leur fidélité. 
Le texte fixe également des règles fiscales en centralisant la perception des taxes entre Quentovic et Dorestad où est perçu le tonlieu et aux Cluses où est perçu une dîme, empêchant ainsi les prélèvements abusifs des seigneurs locaux. Seules les taxes impériales sont autorisées dans ces lieux stratégiques, dans l'optique de consolider le contrôle économique du pouvoir central.
Le précepte encadre aussi la justice commerciale en stipulant que les litiges impliquant des marchands doivent être suspendus jusqu’à leur jugement par l’empereur ou un représentant désigné. Cette mesure vise à garantir un traitement équitable des affaires marchandes et à limiter les abus des juridictions locales.

## Transmission
Ce document a la particularité d'avoir été transmis dans les formulae imperiales, un formulaire, c'est-à-dire un recueil de textes destinés à servir de modèle aux notaires.

## Édition
- Texte latin : MGH Legum V.
- Stéphane Lebecq, Marchands et navigateurs frisons du haut Moyen Âge. Vol. 2 Corpus des sources écrites, Lille, Presses universitaires de Lille, 1983, p. 435-437.